# Capel St Andrew
Capel St Andrew est un village et une paroisse civile du Suffolk, en Angleterre.